# 安娜·斯瑪什諾娃
安娜·斯瑪什諾娃（俄语：Анна Смашнова，羅馬化：Anna Smashnova，1976年7月16日—），以色列职业网球运动员，她的最高單打世界排名為15（2003年2月3日），她的生涯曾打進13次WTA巡迴賽單打決賽，並奪得12次單打冠軍，曾奪得法網青少女組冠軍（1991年）。

## 外部連結
- 安娜·斯瑪什諾娃的国际女子网球协会官方資料（英文）
- 安娜·斯瑪什諾娃的國際網球總會 職業／青少年 官方資料（英文）
- Fed Cup - Player profile - Anna SMASHNOVA (ISR) （页面存档备份，存于）